# Ravindra Prabhat

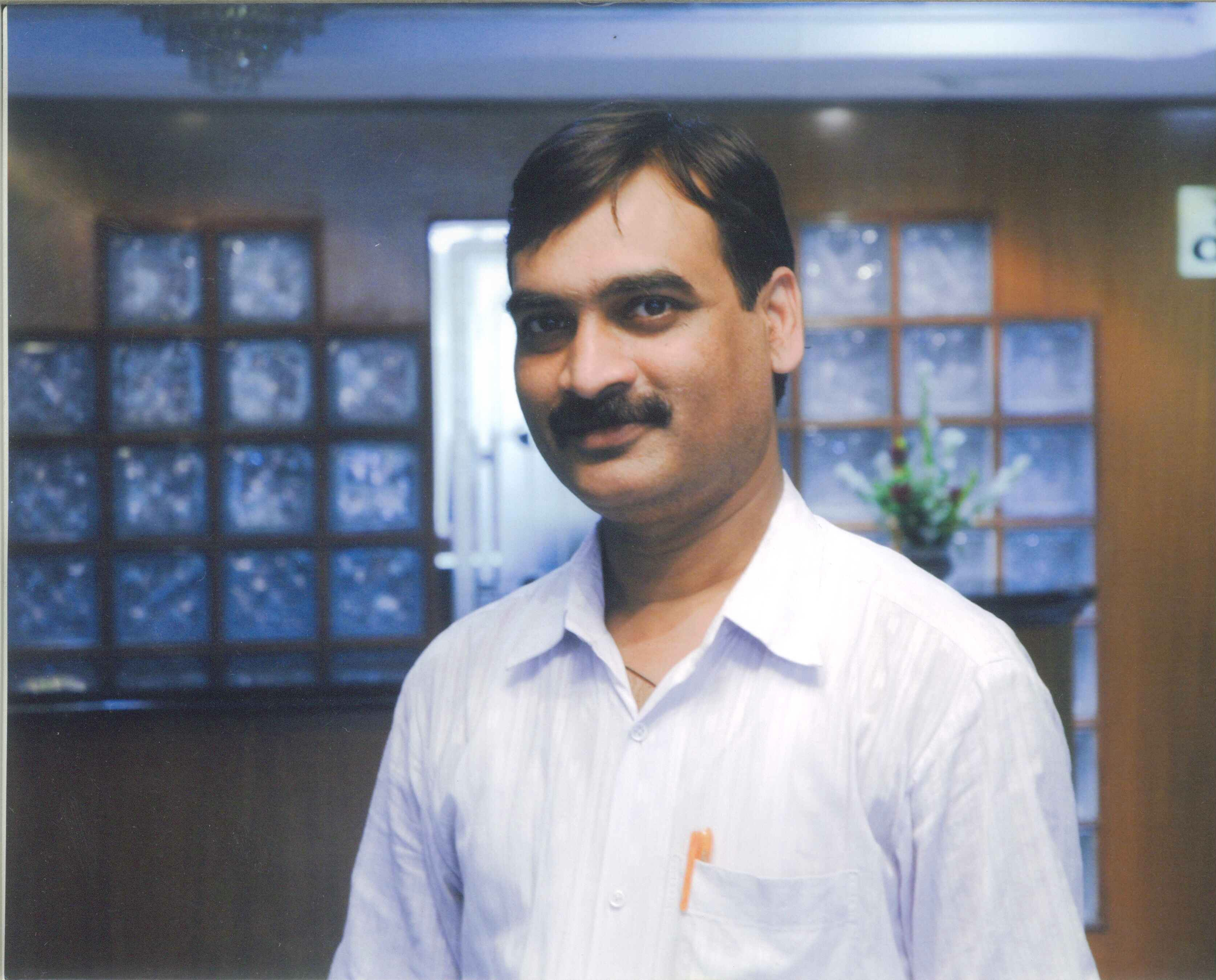
Ravindra Prabhat in Lucknow, la 14 decembrie2008

Ravindra Prabhat (n. 5 aprilie 1969) este un poet hindi, savant, jurnalist, romancier și nuvelist din India.

## Opere
- Prabhat, Ravindra; (1991). HAMSAFAR. ahitya Sarita Publication.(Poezie Colectia)
- Prabhat, Ravindra; (1999). Mat Rona Ramjani Chacha. Kavya Sangam Publications.(Poezie Colectia)
- Prabhat, Ravindra; (2002). Smriti Shesh. Kathyaroop Publications.(Poezie Colectia)
- Prabhat, Ravindra; (2011). Taki Bacha Rahe Loktantra. Hind Yugm Publication. ISBN 8191038587, ISBN 9788191038583.(roman)
- Prabhat, Ravindra; (2012). Prem Na Hat Bikay Novel. Hind Yugm. ISBN 9381394105,ISBN 9789381394106.(roman)
- Prabhat, Ravindra; (2011). History of Hindi Bloging. Hindi Sahitya Niketan. ISBN 978-93-80916-14-9.(scrieri critice, 2011)
- Prabhat, Ravindra; (1995). contemporary Nepali literature. urviza pablication.(scrieri critice, eseuri si interviuri, 1995)
- Prabhat, Ravindra; (2011). Hindi Blogging: Expression of new revolution. Hindi Sahitya Niketan. ,ISBN 978-93-80916-05-7.(eseuri și scrieri critice, 2012)

## Fußnoten
1. ↑  Manoj Kumar Pandey. „A conversation with Ravindra Prabhat”. Another Subcontinent. Arhivat din original la 31 ianuarie 2013. Accesat în 3 aprilie 2013. Ravindra Prabhat Today we have many type of new applications, which will help in promoting Hindi very fast on Internet.
2. ↑  „Ravindra Prabhat at Swargvibha”. Arhivat din original la 5 februarie 2017. Accesat în 3 aprilie 2013.